# بخش گوشن (شهرستان توسکاراواس، اوهایو)
بخش گوشن (به انگلیسی: Goshen Township) یک منطقهٔ مسکونی در ایالات متحده آمریکا است که در شهرستان توسکاراوس، اوهایو واقع شده‌است.
 بخش گوشن ۷۰٫۳ کیلومتر مربع مساحت و ۵٬۲۸۵ نفر جمعیت دارد و ۲۹۱ متر بالاتر از سطح دریا واقع شده‌است.